# 1997年香港通用郵票
1997年香港通用郵票（英語：1997 Hong Kong Definitive Stamps）是英屬香港郵政署於主權移交前發行的最後一套通用郵票，於1997年1月26日發行，也是唯一一套沒有任何主權標示的香港通用郵票。
這套郵票以香港島區的海岸線為主題，共有16種不同的面額，分2部分，由小面值0.1元的北角至大面值5元的上環。此外，面值10元、20元及50元的郵票再以中環及灣仔一段作為背景，但用色則模擬維多利亞港夜色。
| 面額（港元） | 郵票顯示的大約區域 | 面額（港元） | 郵票顯示的大約區域 |
| ------------ | ------------------ | ------------ | ------------------ |
| 0.1元        | 北角東部           | 0.2元        | 北角中部           |
| 0.5元        | 北角西部           | 1元          | 炮台山             |
| 1.2元        | 銅鑼灣東部         | 1.3元        | 銅鑼灣中部         |
| 1.4元        | 銅鑼灣西部         | 1.6元        | 灣仔東部           |
| 2元          | 灣仔中部           | 2.1元        | 灣仔西部           |
| 2.5元        | 金鐘               | 3.1元        | 中環               |
| 5元          | 上環               | 10元         | 灣仔（彩色）       |
| 20元         | 金鐘（彩色）       | 50元         | 中環（彩色）       |